# Ring River
Der Ring River ist ein Fluss im Nordwesten des australischen Bundesstaates Tasmanien.

## Geografie

### Flusslauf
Der fast 17 Kilometer lange Ring River entspringt an den Westhängen des Mount Read und fließt zunächst in einer S-Kurve nach Westen. Dann wendet er seinen Lauf nach Nordwesten und unterquert den Murchison Highway. Rund sechs Kilometer westlich von Rosebery mündet er in den Lake Pieman und damit in den Pieman River.

### Durchflossene Stauseen
Er durchfließt folgende Seen/Stauseen:
- Lake Pieman – 102 m